# Michael J. McGivney
Michael Joseph Mc Givney, K. of C. (Waterbury, Connecticut, 12 de agosto de 1852-Connecticut, 14 de agosto de 1890) fue un sacerdote católico estadounidense de origen irlandés, fundador de la orden masculina de los Caballeros de Colón. 
Fue beatificado el 31 de octubre de 2020 y es conmemorado el 14 de agosto por la Iglesia Católica.

## Biografía
Mc Givney nació en el seno de una familia católica de origen irlandés, compuesta por Patrick y Mary McGivney. Fue ordenado sacerdote en 1877, fue designado primeramente como vicario de la Parroquia "Sant Mary" en la ciudad de New Haven, Connecticut. Asesor de la Acción Católica de Estados Unidos en 1880 y durante 1881 comenzó a trabajar en un nuevo proyecto y que el 28 de marzo de 1882 se fundara la fraternidad Católica Caballeros de Colón, con la idea de ayudar y apoyar a las familias desprotegidas y de la cual fue su primer Capellán. Y que hoy representa la fraternidad católica más grande del mundo.
El sacerdote se destacó además de su fervor patriótico, también por su amor a la Eucaristía, al trabajo social, y a su devoción a Cristo y la Virgen María.
Murió en la parroquia de New Haven, en Connecticut, en 1890 a la edad de 38 años, víctima de una neumonía. La causa de beatificación fue introducida en 1996. El 15 de marzo de 2008 fue declarado venerable por el papa Benedicto XVI. Fue beatificado el 31 de octubre de 2020.